# Klazien Rotstein-van den Brink
Klaasje (Klazien) Rotstein-van den Brink, beter bekend als Klazien uut Zalk, in het Nedersaksisch Klèùsien uut Zalk (Zalk, 13 maart 1919 – Zwolle, 5 juni 1997) was een Nederlandse kruidenvrouw uit het genoemde dorp Zalk.

## Bekendheid
Van den Brink werd bekend door haar televisieoptredens in het NCRV-programma Passage, waarin zij natuurmiddeltjes propageerde voor veel kleine kwalen. Zij werd in korte tijd bekend in Nederland als "Klazien uut Zalk", mede door haar opmerkelijke uitspraken en spreuken. Veel media, waaronder Rik Felderhof en zijn cameraploeg, waren regelmatig te gast bij haar en haar eveneens bekende kat Simon Peres.
Klazien schreef een aantal boeken die bestsellers werden. Zo stond ze ooit met drie boekjes in de Libris Top 10. Ze schreef zowel in het Nederlands als in het Nedersaksisch dialect uit Zalk. Tevens is er een speciale Klazien-geurlijn op de markt gebracht.
Klazien werd in 1991 door Wim de Bie enkele malen geparodieerd met het typetje Berendien uut Wisp in het satirische VPRO-programma Keek op de week.
In 1996 verscheen de single Jas aan, jas uit, een duet van André van Duin en Klazien.

## Privé
Van den Brink is na de Tweede Wereldoorlog getrouwd met Sam Rotstein. Hij was als Joods onderduiker bij de familie Van den Brink in huis gekomen.
Klazien overleed in juni 1997 op 78-jarige leeftijd aan de ziekte van Kahler. Daarna is de aandacht snel vervaagd. Op eigen verzoek werd er op haar graf geen grafsteen geplaatst, waarmee ze wilde voorkomen dat de begraafplaats in Zalk na haar dood een soort bedevaartsoord zou worden. Na het overlijden van haar echtgenoot in juni 2007 is er wel een grafsteen geplaatst. In 2009 werd in Zalk een straat naar Klazien vernoemd, het 'Klaasje van den Brinkerf'.

## Kritiek
Cees Renckens, voorzitter van de Vereniging tegen de Kwakzalverij, beschreef haar in zijn proefschrift als een 'ouderwets kwakzalverstype'. Renckens heeft om deze reden bezwaar gemaakt tegen de vernoeming van een straat naar Van den Brink.